# Mosambik na Letních olympijských hrách 1996
Mosambik se účastnil Letní olympiády 1996. Zastupovalo ho 3 sportovci (2 muži a 1 žena) v 3 sportech.

## Medailisté
| Medaile | Jméno           | Sport    | Soutěž            |
| ------- | --------------- | -------- | ----------------- |
| Bronz   | Maria Mutolaová | Atletika | Ženy běh na 800 m |